# وليام بكلاند
ويليام باكلاند (12 مارس 1784 - 14 أغسطس 1856) ، كان عالم لاهوت، وزميل الجمعية الملكية، وجيولوجيا، وطبائع قديمة (باليونتولوجي) إنجليزي. حاصل على درجة الدكتوراه في اللاهوت، . 
أثبتت أعماله في أوائل عشرينيات القرن التاسع عشر أن كهف كيركديل في شمال يوركشاير كان وكرًا سابقًا للضباع في عصور ما قبل التاريخ، وقد مُنح على هذا الاكتشاف ميدالية كوبلي. وقد اعتُبر ذلك مثالًا على كيفية استخدام التحليل العلمي لإعادة بناء أحداث من الماضي السحيق. كان باكلاند رائدًا في استخدام البراز المتحجر في إعادة بناء النظم البيئية، وقد صك مصطلح "كوبرولايت" (coprolites) لهذا النوع من الحفريات. كما كتب أول وصف كامل لديناصور متحجر، أطلق عليه اسم "ميغالوصور" في عام 1824.
اتبع باكلاند "نظرية الفجوة" في تفسيره للرواية التوراتية في سفر التكوين، حيث اعتبرها سلسلتين منفصلتين من أحداث الخلق. وقد ظهرت هذه النظرية كوسيلة للتوفيق بين النصوص الدينية والاكتشافات الجيولوجية التي أشارت إلى أن الأرض قديمة جدًا. اعتقد باكلاند في بدايات مسيرته أنه وجد أدلة على الطوفان المذكور في الكتاب المقدس، لكنه لاحقًا رأى أن نظرية التجلد التي طرحها لويس أغاسيز  تقدم تفسيرًا أفضل، ولعب دورًا مهمًا في الترويج لها.
شغل باكلاند منصب عميد كنيسة وستمنستر من عام 1845 حتى وفاته في عام 1856.

## روابط خارجية
- وليام بكلاند على موقع الموسوعة البريطانية (الإنجليزية)
- وليام بكلاند على موقع إن إن دي بي (الإنجليزية)